# Еремо Франческано (Перуђа)
Еремо Франческано је насеље у Италији у округу Перуђа, региону Умбрија.
Према процени из 2011. у насељу је живело 3 становника. Насеље се налази на надморској висини од 506 м.